# Eighth United States Army

Abzeichen der 8. US-Armee

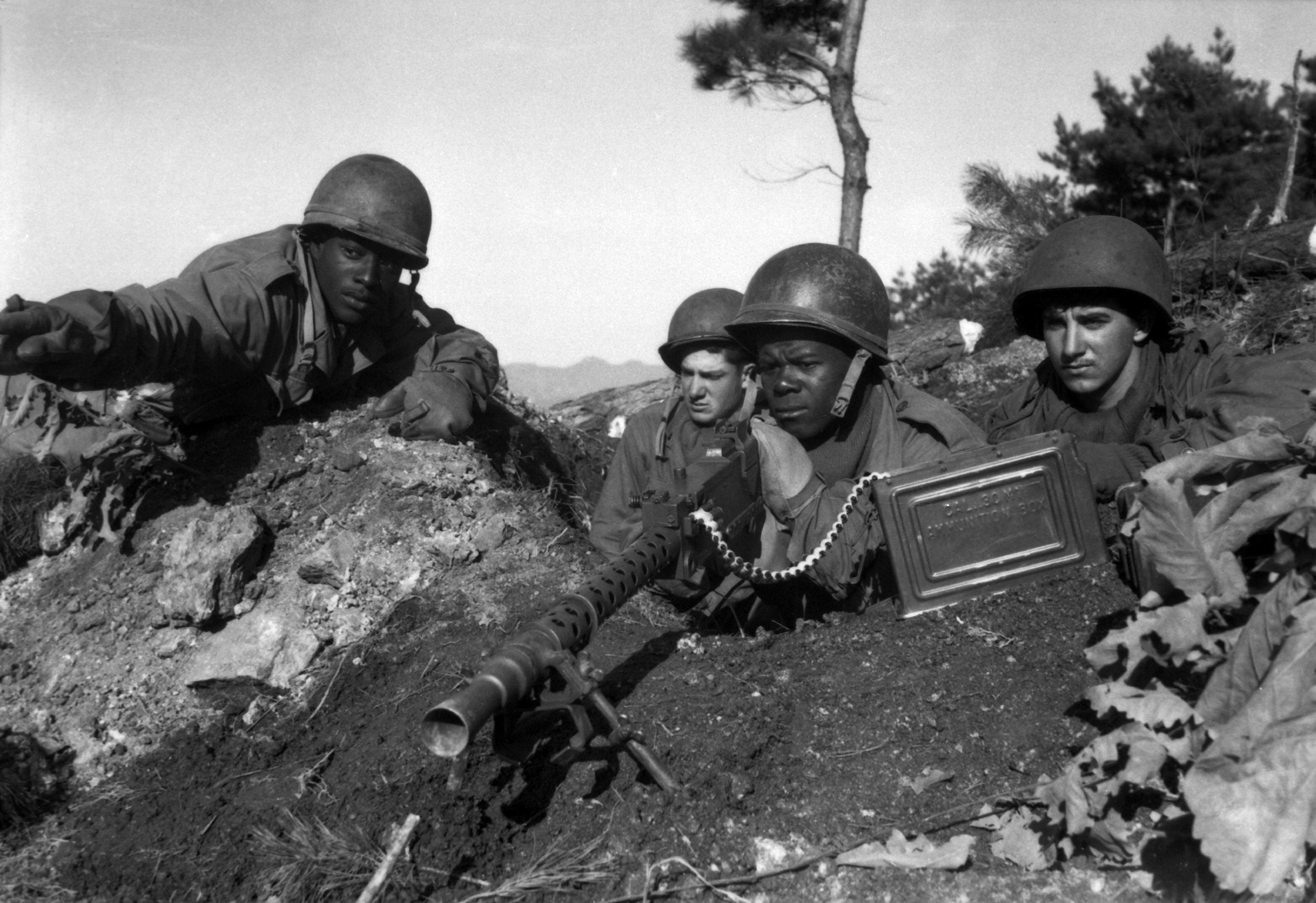
Soldaten der 8. US-Armee bei Kämpfen im Koreakrieg am 20. November 1950

Die Eighth United States Army, (deutsch 8. US-Armee), abgekürzt EUSA, ist eine Feldarmee der United States Army, die seit 1944 aktiv ist. Sie nahm am Zweiten Weltkrieg (zahlreiche Einsätze im Pazifikraum, einschließlich der geplanten Operation Downfall) sowie am Koreakrieg teil; insgesamt waren es etwa 60 Kriegseinsätze.

## Geschichte

### Zweiter Weltkrieg

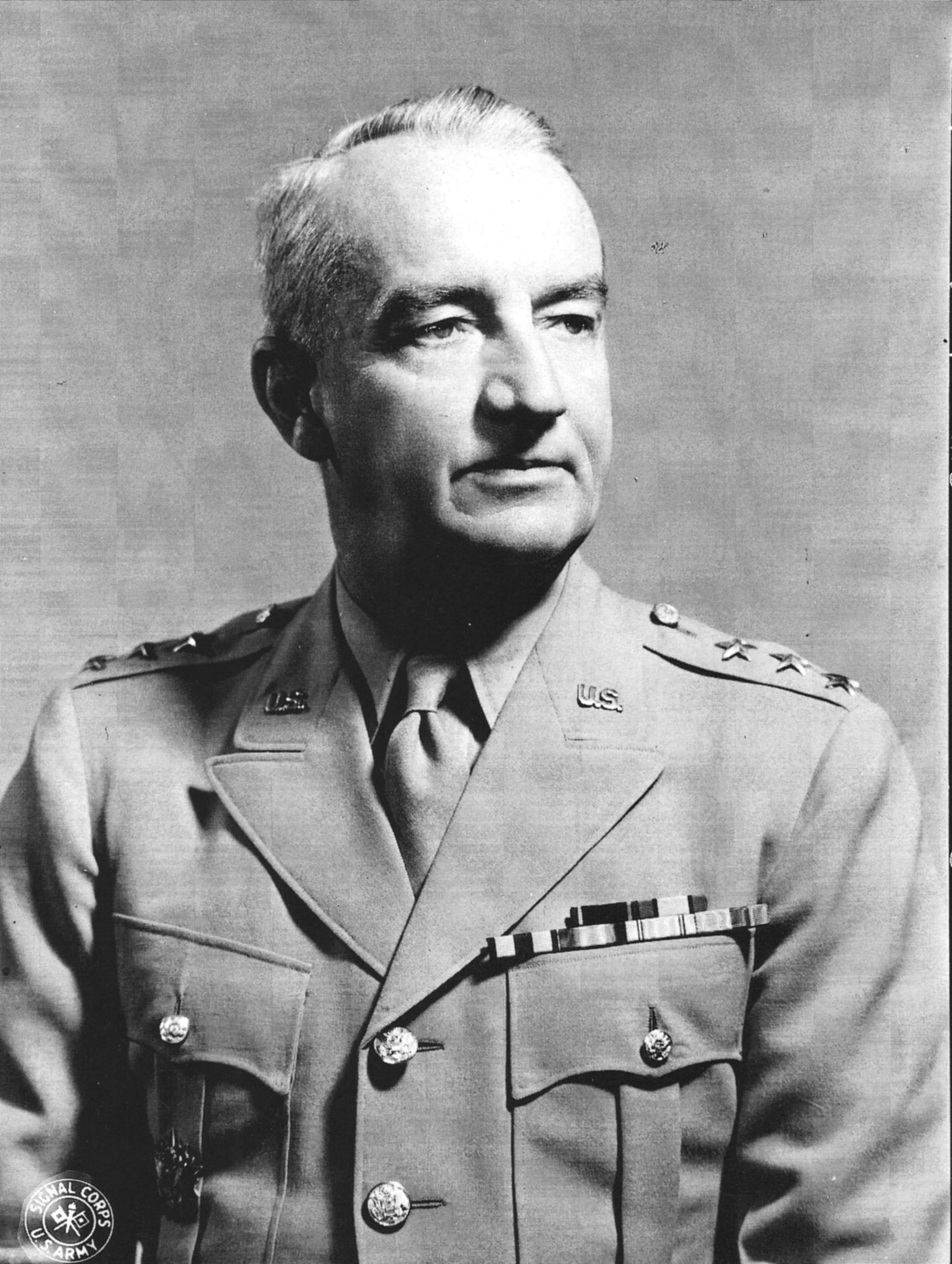
Robert Eichelberger

Die 8th US Army wurde am 10. Juni 1944 aufgestellt und als Kommandeur wurde General Robert Eichelberger bestellt. Im Gefolge der auf den Philippinen gelandeten 6th US Army landete sie im Dezember 1944 auf Leyte. 1945 trat die 8th US Army in den Kampf auf Luzon ein und landete das XI. Corps am 29. Januar in der Nähe von San Antonio und zwei Tage darauf die 11th Airborne Division gegenüber der Bucht von Manila. Im Zusammenwirken mit dem I und XIV. Corps der 6th US Army umfassten die Kräfte der 8th US Army die japanischen Kräfte in der Schlacht von Manila in einer Zangenbewegung. Danach wurden die Reste japanischer Truppen auf den südlichen Philippinen und auf Mindanao bekämpft.

### Nachkriegszeit
Die 8th US Army war für die Operation Coronet, der zweiten Phase der Besetzung von Japan vorgesehen, die Truppen sollten die Invasion an der Ostküste von Honshu durchführen. Durch die Kapitulation Japans kam es nur mehr zu Besatzungsaufgaben, am 30. August 1945 landete man Verbände in Yokohama, dann zog das Hauptquartier nach Tokio. Anfang 1946 hatte die 8th US Army die Verantwortung für alle Besatzungstruppen in Japan. Im September 1948 übernahm Generalleutnant Walton H. Walker das Kommando und versuchte die in den letzten Jahren abgebaute Einsatzbereitschaft der Truppen neu zu beleben, blieb aber weitgehend erfolglos. Diese Situation hatte dann im folgenden Koreakrieg schwerwiegende Folgen beim Kriegsausbruch in Südkorea.

### Koreakrieg
Im Juni 1950 begann die nordkoreanische Invasion in Südkorea. Noch bevor nennenswerte amerikanische Verstärkungen in Korea eintreffen konnten, hatten die Nordkoreaner die Grenzverteidigungen überrannt und Seoul besetzt. Aufgabe der 8th US Army war es, den Gegner über den 38. Breitengrad zurückzudrängen. General Walker erhielt dafür zusätzlich den Befehl über die Truppen Südkoreas, wurde aber wegen der mangelhaften Befehlsorganisation der 8th US Army auf einen Brückenkopf um Busan zurückgedrängt. Ab 15. September landete der US Befehlshaber MacArthur das X. Corps unter Generalmajor Almond als Verstärkung hinter den feindlichen Linien bei Incheon mit etwa 40.000 Mann. Im Rahmen der ersten UN-Gegenoffensive überschritt die 8th US Army die Grenze nach Nordkorea und rückte weiter nach Norden vor als vorgesehen, was im Oktober zum Eingreifen Chinas führte. Vor der nun einsetzenden chinesisch-nordkoreanischen Gegenoffensive musste sich die 8th US Army nach Pjöngjang zurückziehen und räumte dieses später, um südlich des 38. Breitengrads eine neue Verteidigungsstellung zu beziehen. Am 25. November 1950 begannen die Chinesen einen massiven Gegenangriff, der die Amerikaner völlig überraschte (Schlacht am Chongchon). Der folgende, größtenteils ungeordnete Rückzug der US-Einheiten wurde ein Debakel. General Walker wurde am 23. Dezember 1950 bei einem Unfall getötet und durch Generalleutnant Matthew Ridgway ersetzt. Dieser begann am 25. Januar 1951 eine Gegenoffensive, die anfangs erfolgreich war, dann aber in der Schlacht von Heartbreak Ridge (13. September bis zum 15. Oktober) stockte. 3.700 Amerikaner und Franzosen sowie etwa 25.000 Nordkoreaner und Chinesen ließen ihr Leben oder wurden verwundet. Die hohen Verluste für minimalen Geländegewinn zwangen beide Seiten einen Waffenstillstand einzugehen.

### Gegenwart
Das Hauptquartier befindet sich in der Yongsan Garrison in Seoul, Südkorea. Die EUSA gehört zur United States Forces Korea. Derzeitiger Kommandierender General (April 2024) ist Lieutenant General Christopher C. LaNeve.

## Einheiten
- 2nd Infantry Division

Organisation der 8. Armee

- 19th Sustainment Command (Expeditionary)
- 18th Medical Command
- US Army Troop Command – Korea
- US Special Operations Command – Korea
- US Army Corps of Engineers – Far East District
- 19th Military Police Battalion (Criminal Investigation Division)
- United Nations Command Security Battalion – Joint Security Area

Historisch waren das 8th Personnel Command, 17th Aviation Brigade, 6th Cavalry Regiment, 175th Finance Command und die 8th Military Police Brigade der 8th US Army unterstellt.

## Liste der Kommandeure
| Bild | Kommandierender General                          | Beginn der Berufung | Ende der Berufung |
| ---- | ------------------------------------------------ | ------------------- | ----------------- |
|      | Generalleutnant Robert L. Eichelberger           | 1. Januar 1944      | 4. August 1948    |
|      | Generalleutnant Walton Walker                    | 4. August 1948      | 23. Dezember 1950 |
|      | Generalleutnant Frank W. Milburn (kommissarisch) | 23. Dezember 1950   | 25. Dezember 1950 |
|      | Generalleutnant Matthew Ridgway                  | 23. Dezember 1950   | 14. April 1951    |
|      | General James A. Van Fleet                       | 14. April 1951      | 11. Februar 1953  |
|      | General Maxwell D. Taylor                        | 11. Februar 1953    | März 1955         |
|      | General Lyman Lemnitzer                          | März 1955           | 1957              |
|      | General Isaac D. White                           | 1957                | 1959              |
|      | General Carter B. Magruder                       | 1959                | 1961              |
|      | General Guy S. Meloy Jr.                         | 1961                | 1963              |
|      | General Hamilton H. Howze                        | 1. August 1963      | 15. Juni 1965     |
|      | General Dwight E. Beach                          | 1965                | 1966              |
|      | General Charles H. Bonesteel III                 | 1966                | 1969              |
|      | General John H. Michaelis                        | 1969                | 1972              |
|      | General Richard G. Stilwell                      | 1973                | 1976              |
|      | General John W. Vessey, Jr.                      | 1976                | 6. November 1978  |
|      | General John A. Wickham Jr.                      | 1979                | 1982              |
|      | General Robert W. Sennewald                      | 1982                | 1984              |
|      | General William J. Livsey                        | 1. Juni 1984        | 25. Juni 1987     |
|      | General Louis C. Menetrey, Jr.                   | 25. Juni 1987       | 26. Juni 1990     |
|      | General Robert W. RisCassi                       | 26. Juni 1990       | 1992              |
|      | General Edwin H. Burba Jr.                       | 1992                | 1993              |
|      | General Charles C. Campbell                      | 6. Dezember 2002    | 10. April 2006    |
|      | Generalleutnant David P. Valcourt                | 11. April 2006      | 17. Februar 2008  |
|      | General Joseph F. Fil, Jr.                       | 18. Februar 2008    | 19. November 2010 |
|      | Generalleutnant John D. Johnson                  | 19. November 2010   | 26. Juni 2013     |
|      | Generalleutnant Bernard S. Champoux              | 27. Juni 2013       | 2. Februar 2016   |
|      | Generalleutnant Thomas S. Vandal                 | 2. Februar 2016     | 5. Januar 2018    |
|      | Generalleutnant Michael A. Bills                 | 5. Januar 2018      | 2. Oktober 2020   |
|      | Generalleutnant Willard Burleson                 | 2. Oktober 2020     | 5. April 2024     |
|      | Generalleutnant Christopher LaNeve               | 5. April 2024       | 16. April 2025    |
|      | Brigadegeneral D. Sean Crockett (kommissarisch)  | 16. April 2025      |                   |